# Łysokanie
Łysokanie – wieś w Polsce, położona w województwie małopolskim, w powiecie wielickim, w gminie Kłaj.
| SIMC    | Nazwa    | Rodzaj    |
| ------- | -------- | --------- |
| 0321916 | Krzyżowa | część wsi |
| 0321922 | Zagaje   | część wsi |

W latach 1975–1998 wieś administracyjnie należała do województwa krakowskiego.
Łysokanie położone są w zachodniej części Kotliny Sandomierskiej, wieś usytuowana jest na wzniesieniu, na linii międzynarodowej drogi E40, z Tuplic do Przemyśla. Większość zabudowań stanowią nowe domy, typu willowego, położone wzdłuż głównej drogi.
Pierwsza wzmianka o tej miejscowości pochodzi z 1384 roku. Ziemie te miały różnych właścicieli aż do XV wieku, kiedy to zostały przekazane rodzinie Lanckorońskich.
W XVII wieku część Łysokań, tak jak inne miejscowości w regionie, przeszły w ręce rodziny Żeleńskich. W 1837 roku rodzina wykupiła pozostałe ziemie i dołączyła je do grodkowickiego majątku. Na początku XX wieku Żeleńscy sprzedali większość ziemi.
Całą wschodnią część Łysokań zajmuje osiedle domów jednorodzinnych (osiedle Łysokanie dawne działki). Mają one powierzchnię 45 hektarów i podlegają administracyjnie gminie Kłaj.